# Żółty szlak turystyczny Moskorzew – Szczekociny
 Żółty szlak turystyczny Moskorzew – Szczekociny – szlak turystyczny okolic Włoszczowy.

## Opis szlaku
Szlak jest także zwany szlakiem kosynierów.

## Przebieg szlaku
| Odległość | Atrakcje                  | Punkt                             | Skrzyżowania szlaków |
| --------- | ------------------------- | --------------------------------- | -------------------- |
| 0,0 km    | kościół · cmentarz · dwór | Moskorzew                         |                      |
|           |                           | Chebdzie                          |                      |
|           | kopiec                    | kopiec Kościuszki                 |                      |
|           | kopiec                    | kopiec Grochowskiego (Kosynierów) |                      |
|           |                           | Wywła (kolonia)                   |                      |
|           | kopiec                    | kopiec Prusaków                   |                      |
|           |                           | Chałupki                          |                      |
| 16,0 km   | dwór · kościół            | Szczekociny                       |                      |